# Meriones chengi
Meriones chengi är en däggdjursart som beskrevs av Wang 1964. Meriones chengi ingår i släktet Meriones och familjen råttdjur. IUCN kategoriserar arten globalt som livskraftig. Inga underarter finns listade i Catalogue of Life.
Arten blir 13,1 till 15 cm lång (huvud och bål), har en 8,8 till 11,7 cm lång svans, har 3,1 till 3,4 cm långa bakfötter och cirka 1,7 cm stora öron. Håren som bildar pälsen på ovansidan är svartgrå nära roten och brun vid spetsen vad som ger en mörkbrun pälsfärg. Undersidan är täckt av vitaktig päls och svansen är ljusbrun. Vid svansens slut förekommer en tofs. Meriones chengi har hår på nästan hela fotsulan.
Denna ökenråtta förekommer i nordvästra Kina i provinsen Xinjiang. Arten lever i bergstrakter och på högplatå som ligger minst 1000 meter över havet. Habitatet utgörs av halvöknar och andra torra områden med gräs och annan glest fördelad växtlighet. Meriones chengi har flera underjordiska bon i reviret.